# 리스베트 살란데르
리스벳 살란다르(Lisbeth Salander)는 스웨덴 작가 스티그 라르손의 책인 밀레니엄 시리즈에 등장하는 인물이다. 밀레니엄 시리즈에서 리스벳은 미카엘 블룸크비스트와 주인공을 맡고있다.
리스벳의 등장은 첫 번째 소설인 여자를 증오한 남자들편에서 처음으로 이루어졌다. 또한 리스벳은 불을 가지고 노는 소녀편과 벌집을 발로 찬 소녀편에서도 등장한다.

## 인물 소개
리스벳 살란다르는 원래 불그스름한 머리를 갖고있지만 검은색으로 염색했다. 처음등장시에는 라르손은 리스벳은 “창백하고 마른체구에 폭탄의 도화선만큼이나 짧은 머리를 갖고있고, 코와 눈썹에 피어싱을 하고있다”고 묘사했다. 리스벳은 목에 2센티미터가량의 길이로 된 말벌모양 문신과, 왼쪽 윗 팔뚝과 왼쪽 발목에는에는 고리모양의 문신, 아랫엉덩이쪽에는 한자로된 문신, 그리고 왼쪽 종아리에는 장미꽃 문신이 있다. 가끔 리스벳은 민소매 티셔츠를 입는데, 그럴때마다 왼쪽 어깨뼈쪽에 있는 용문신이 보인다.
리스벳은 세계 최상급의 컴퓨터 해커이다. 웹상에서의 이름은 Wasp이고 해커 리퍼블릭(Hacker Republic)이라는 국제적인 해커커뮤니티에선 중요한 인물이다. 또한 사진을 찍는 것과 같은 레벨의 정확하고 디테일한 기억력을 갖고, 신원은폐술, 여러개의 다른이름으로 된 여권복제와 변장술에 능하다. 그 능력은 리스벳이 스웨덴와 전 세계를 돌아다닐때 눈에띄지 않기위해 사용한다.
충격적인 유년기를 지낸 리스벳은 굉장히 내성적이고 비사교적이며, 인간관계형성에 어려움이 있다. 특히 여성학대자들과 여자에 대한 변태성가학자들을 경멸하는데, 이는 라르손의 개인적인 의견이 반영된것으로, 밀레니엄 시리즈의 가장 크고 중요한 포인트이다.
3개의 소설 안에서 리스벳은 취재기자인 미카엘 블룸키비스트와 로맨스와 적개심의 복잡한 관계를 갖고있다. 그리고 미리암 "밈미" 우 (Miriam “Mimmi” Wu)라는 아름답고 매력적인 동성애자와 로맨틱한 관계를 갖고있다.
- 탄생비화

라르손의 인터뷰에서는 리스벳은 라르손이 가상으로 만든 말괄량이 삐삐의 성인모습이다. 라르손의 친구인 쿠르도 박시(Kurdo Baksi)의 말에 의거하면, 리스벳이라는 캐릭터는 라르손의 십대에 있었던 일을 토대로 만들어진 것이라고 전해진다.
라르손은 어린소녀가 윤간을 당하는 장면을 목격했지만 아무런 행동도 취하지 않았던 자신의 행동을 후회했었다. 리스벳은 또한 “V. 쿨라”(V. Kulla)라는 이름을 갖고있는데, 2편에서 리스벳은 1편에서 한스-에릭 베너스톰에게서 훔친 돈으로 새로 산 피스카르가탄9에 있는 아파트의 펜트하우스 거주할 때 자신의 이름으로 쓴다. V.쿨라라는 이름은 빌라 빌레쿨라(Villa Villekulla)의 줄인 이름인데, 이것은 말괄량이 삐삐의 소설속 집 이름이다.
시리즈 안에서 블룸크비스트는 리스벳이 아스퍼거 신드롬이 있다고 추측한다.
닐스 비여만(Nils Bjurman)은 리스벳의 두 번째 후견인이자, 처참하게 반복적으로 리스벳을 강간한 사람으로, 리스벳을 정신에 이상이 있고 살육적이며, 미친년, 돌발적인 행동을 하는 창녀라고 묘사했다.
2편에서 처음으로 언급되는 심리학 의사인 닥터 텔레보리안(Dr. Teleborian)은 아동성장애자이자 리스벳을 괴롭힌 인물은 리스벳을 “피해망상적, 싸이코틱, 강박관념에 사로잡힌 조현증 환자, 또는 병적으로 자기중심적인 싸이코패스”라고 묘사했다.
하지만 라르손은 리스벳은 정신적 외상을 초래한 그녀의 경험들로 인해 사회의 표준과 규범에 타협하지 못하게 된 특이한 소시오패스 일지도 모른다고 언급했다
소설의 끝자락에선 리스벳의 정신상태에 대한 많은 부정적인 의견과 견해에도 불구하고 정상으로 분류된다.
그리고 작가는 리스벳을 “견해나 그 어떤것에도 구애받지 않는 주인공 같지않은 어두운 괴짜”라고 묘사했다. 또 그는 소설속에서의 리스벳은 “사회부적응자이자, 영웅, 양성적이고, 컴퓨터 해커로써 돈을 벌어 살아가는 인물”이라 하였다.

## 책 줄거리

### 여자를 증오한 남자들
밀레니엄 시리즈: 여자를 증오한 남자들에서의 리스벳은 천부적인 재능을 가졌지만 깊이 문제가 있는 정보분석가이자 컴퓨터 해커로 밀턴 시큐리티(Milton Security)라는 보안경비회사에 프리랜서로 근무한다. 회사의 총 책임자인 드라간 아르만스키(Dragan Armansky)는 리스벳에게 헨릭 방예르(Henrik Vanger)라는 부유한 사업가가 의뢰한 미카엘 블룸크비스트라는 저널리스트에 대해 조사하라는 임무를 내린다. 리서치를 위해 리스벳이 미카엘의 컴퓨터를 해킹한사실을 알았을때, 미카엘은 헨릭이 부탁한 자신의 임무를 위해 리스벳을 고용한다. 미카엘의 임무는 40년 전 실종된 헨릭의 조카손주인 헤리엇 방예르(Harriet Vanger)의 실종/살인사건을 파해치는 것이었다. 리스벳은 자신의 정보분석능력을 이용해 수십 년 전의 연쇄살인사건과 헤리엇의 실종사건의 연결고리를 발견한다. 모든사건들을 조사하던 중, 리스벳과 미카엘은 연인아닌 연인사이가 된다.
그러던 중 리스벳은 헨릭의 조카손주이자 헤리엇의 오빠인 마틴 방예르가 현재 연쇄살인범이라는 것과, 어릴적 자신의 아버지인 갓프리드(Gottfried)를 도와 강간과 살인을 했던것을 밝혀낸다. 그 때에 블룸크비스트는 마틴에 의해 마틴의 집 지하에 있는 고문실에서 살해당하고 있었는데, 리스벳이 중간에 발견해서 골프클럽으로 마틴의 머리를 강타해 살인은 막는다. 그리고 마틴은 자신의 차를 타고 도주하는데, 리스벳이 자신의 오토바이를 타고 따라가지만 마틴은 차사고로인해 즉사한다.
임무를 끝낸 리스벳은 자신의 해킹실력을 이용해 헤리엇이 오스트레일리아에 살아있다는 것을 알아내고, 블룸크비스트를 곤경에 빠트린 그의 라이벌인 부패한 미디어 대중매체 거물인 한스-에릭 베너스톰에 대한 중대한 비밀을 알게된다.
그 후 블룸크비스트는 리스벳이 찾아낸 베너스톰의 더러운 비밀들을 개제한 폭로기사와 책을 출간하고, 자신의 출판사 밀레니엄을 스웨덴에서 가장 유명하고 거대한 수익을 올리는 회사 중 하나로 거듭나게 한다.
리스벳이 베너스톰에 대해 조사할때, 자신의 해킹실력과 변장술을 이용해 수천만의 스웨덴 크로너(스웨덴의 화폐단위)를 베너스톰의 차명계좌에서 출금한다.

소설 중, 리스벳은 어렸을 때부터 법적으로 사회부적응자로 분류되었고 아동복지사인 팔그렌(Holgar Palmgren)의 관리명단 아래에 들어간다. 팔그렌 리스벳이 신뢰하고 관심을 가지는 인물 중의 하나이다. 팔그렌이 뇌졸중으로 쓰러졌을 때 법원에선 닐스 비여만(Nils Bjurman)이 리스벳의 새로운 후견인이 된다. 안타깝게도 비여만은 변태성가학자로, 리스벳이 리스벳 자신의 돈을 리스벳 자신의 계좌에서 빼낼때 자신에게 오랄섹스를 하라고 강요시킨다.
두 번째 성학대는 비여만의 집에서 일어났는데, 그는 리스벳을 고문과 항문성교를 하며 강간하였다. 그때 비여만은 리스벳이 숨겨진 휴대용 카메라로 모든것을 녹화하고 있었다는 것을 알지 못했다. 며칠 후, 리스벳은 비여만의 집을 방문한다. 비여만의 집 안으로 들어왔을 때 아무도 없다는 것을 알아챈 리스뱃은 가져온 휴대용 전기충격기를 이용해 그를 기절시키고 침실로 끌고들어와 움직이지 못하게 침대에 고정시킨다. 이때 리스벳은 비여만이 소유하고 있는 신체결박용품을 이용했다.
리스벳은 비여만에게 자신의 말을 듣지 않을시엔 비여만의 강간비디오가 미디어와 경찰에게 뿌려질것이라고 협박하며, 다시 자신의 은행구좌권을 돌려놓고, 사회적응력이 좋아졌다고 법원에 보고하라고 시켰다. 그리고 나체의 비여만의 항문에 인공 남근을 무참하게 쳐박는다. 그리고선 그의 배에 “나는 성가학자 돼지, 변태, 강간범이다”라고 문신을 새겨넣었다. 마지막으로 만약 비여맨이 리스벳 자신에게 연락할시엔 죽여버리겠다고 말했다.
책의 끝자락에선, 리스벳은 자신이 블룸크비스트를 사랑하게 된것을 알게된다. 하지만 블룸크비스트에게 고백하러 가던 길에, 블룸크비스트와 함께있던 블룸크비스트의 오랜 친구이자 정부인 밀레니엄의 편집장인 에리카 버거(Erika Berger)의 모습을 보고 상처를 받고 아무말도 없이 블룸크비스트와 연락을 끊어버린다.

### 불을 가지고 노는 소녀
불을 가지고 노는 소녀는 리스벳이 1년동안의 세계여행을 끝내고 스웨덴으로 돌아오는 것으로 시작한다. 귀국한지 얼마 되지 않았을 때 리스벳은 자신의 후견인인 비여만과 블룸크비스트의 동료 두명의 유력한 살인용의자로 몰린다. 이것은 소비에트 연방의 옛 스파이이자 리스벳의 친부인 알렉산더 잘라첸코(Alexander Zalachenko)와 스웨덴 비밀경찰인 세포(Säpo)간부 몇몇과의 음모였다. 세포의 간부몇몇은 잘라첸코의 소비에트 연방에 대한 배신 이후 그를 지켜주는 임무를 받았었는데, 그들은 잘라첸코의 모든 악행위를 덮어주는 역할을 해왔었다.
잘라첸코는 러시아 총정보국에서 높은 직위를 갖고있는 군인이었는데, 그가 소비에트 연방을 배신했을 때 세포가 그것을 주의깊게 보고 그의 불법적 행위들을 다 덮어주며 그에게로부터 소비에트 연방에 대한 정보를 조금씩 받았다.
잘라첸코는 아들이 하나 있었는데, 그는 리스벳의 이복형제로, 로날드 니덜만(Ronald Neidermann)이다. 그는 잘라첸코의 성매매에 대해 조사하던 블룸크비스트의 두 동료를 살해하고, 리스벳에게 복수를 하려는 비여만을 살해했다. 그리고 잘라첸코의 모든 만행을 덮기위해 모든 일을 리스벳이 누명을 쓰게 만들었다.
블룸크비스트는 리스벳을 도와주려 하지만, 리스벳은 블룸크비스트가 자신의 인생에 다시 연관되는 것을 원하지 않았다. 소설의 끝자락에선 블룸크비스트가 중상을 입은 리스벳을 구하기 위해 잘라첸코의 농장으로 가는데 그곳에서 도망가고 있는 니덜만과 리스벳으로 인해 얼굴과 다리를 도끼로 찍힌 후 죽어가고 있는 피투성이의 잘라첸코를 발견한다. 니덜만을 총으로 위협하며 포박하고 잘라첸코의 집에 의식을 잃은 리스벳을 본 블룸크비스트는 즉시 구급차를 부른다.
라르손의 두 번째 소설에선 리스벳의 유년기를 묘사하였다. 리스벳은 천재적인 지능을 갖고있지만 사회에 적응하지 못하며 자신을 해하려는 사람에게는 무차별적으로 폭력적이라고 하였다. 이 모든 성격은 불우한 집안문제로 인한 결과였다. 잘라첸코는 반복적으로 리스벳의 어머니를 신체적과 정신적으로 폭력을 가했지만 스웨덴 정부는 잘라첸코의 존재가 리스벳의 엄마의 존재보다 더 중요하기 때문에 아무런 조치를 취하지 않았다. 잘라첸코는 리스벳의 쌍둥이 자매인 카밀라(Camilla)와 리스벳의 관계또한 망쳐놓았는데, 이는 카밀라는 잘라첸코를 상냥하고 점잖은 사람으로 기억하려 했기 때문이다. 예를 들어 잘라첸코가 방에서 문을 잠그고 리스벳의 어머니를 폭행한 후 나왔을 때 카밀라는 잘라첸코에게 미움받지 않기위해 웃으며 안기기를 반복했기 때문이다.
그러던 어느날, 리스벳이 12살 일 때 잘라첸코는 리스벳의 어머니를 너무 심하게 폭행한 나머지 뇌손상을 입혔다. 그동안 아버지에 대한 복수를 꿈꾸던 리스벳은 휘발류를 모아왔는데, 그날 리스벳은 차에 탑승한 잘라첸코에게 휘발유를 들이부은 후 불붙은 성냥을 그에게 던졌다. 그로인해 잘라첸코의 외관은 심각하게 훼손되었고 만성질환을 앓게되었다. 후에 잘라첸코가 리스벳을 땅에 묻어버리기 전 지금까지 거울을 볼때마다 리스벳을 생각하며 증오한다고 했다.
리스벳의 방화이후, 법적으로 정신이상자로 판결나고 웁살라에 위치한 소아정신병원에 수감입원되었다. 그곳에서 리스벳은 심리학자 닥터 피터 텔레보리안(Dr. Peter Teleborian)의 감시아래에 지내게 되었는데, 그 또한 잘라첸코와 관련이 있었으며 잘라첸코의 신분을 덮어두기 위해 모든것을 알고있는 리스벳을 평생 정신병원과 법원의 통제안에 가두어두려했다.
리스벳이 웁살라의 정신병원에 입원했을 당시에는 텔레보리안의 감독아래 억제요법을 받았는데 이것은 아동성장애자인 텔레보리안의 성적욕구를 리스벳을 통해 풀기위함이었다. 텔레보리안은 리스벳을 법적으로 정신병자로 구분하였는데, 이는 자신들이 한 행동들을 묻어주기 위함이었다. 그리고 팔그렌의 뇌졸중 이후 자신들과 한패인 비여만을 리스벳의 후견인으로 임명함으로, 리스벳을 자신들의 감독안에 두기위해서였다.